# 氯化亚砜
氯化亞碸，又名亞硫醯氯、氯化亞硫醯、二氯亚砜等，是一种无机化合物，化学式是SOCl2。常温常压下，它是无色或黃色、可蒸馏的液体，140°C时分解。SOCl2有时易与硫酰氯（SO2Cl2）相混淆，但它们的化学性质差别很大。

## 历史
氯化亚砜是在1849年由二氧化硫和五氯化磷的反应首次合成的。大约1900年，人们发现到它可以作为氯化剂后，就开始以工业规模生产和使用。

## 制取
在工业上，氯化亚砜主要由三氧化硫和二氯化硫反应制得：
SO3 + SCl2 → SOCl2 + SO2
其他制取方法包括：
SO2 + PCl5 → SOCl2 + POCl3
SO2 + Cl2 + SCl2 → 2SOCl2
SO3 + Cl2 + 2SCl2 → 3SOCl2

## 性质和结构
氯化亚砜的分子构型为锥体型，其中硫(IV)中心含有一对孤对电子。而COCl2则是平面构型。
氯化亚砜与水反应生成氯化氢和二氧化硫。
H2O + O=SCl2 → SO2 + 2 HCl
由于氯化亚砜与水强烈反应，SOCl2不会在自然界存在。
氯化亚砜是无色或淡黄色发烟液体，有强刺激性气味。遇水或醇分解成二氧化硫和氯化氢。对有机分子中的羟基有选择性取代作用。本物質可溶于苯、氯仿、二硫化碳和四氯化碳。加热至150°C开始分解，500°C分解完全。

## 有机合成
氯化亚砜被广泛用来将羧酸和醇转化成对应的酰氯和氯代烃。和其他试剂（如五氯化磷）相比，氯化亚砜往往是首选试剂，因其反应产物二氧化硫和氯化氢均为气态，易于分离。过剩的氯化亚砜可由蒸馏除去。
RC(=O)-OH + O=SCl2 → RC(=O)-Cl +  SO2 + HCl
R-OH + O=SCl2 → R-Cl + SO2 + HCl
值得注意的是，这个反应的产物随着溶剂的不同而有所改变：如果反应的介质为醚类，则产物中氯所连的碳构型与反应物的保持不变；如果反应介质为吡啶，则产物中氯所连的碳构型相对于反应物的进行了一次翻转。
磺酸与氯化亚砜反应生成磺酰氯。亚磺酸与氯化亚砜反应生成亚磺酰氯。膦酸与氯化亚砜反应生成膦酰氯。
亚硫酰氯可以与单取代的甲酰胺反应生成相应的异腈。酰胺可与氯化亚砜反应生成亚胺酰氯，一级酰胺与氯化亚砜共热时还会继续被脱水为腈类。
除了可以作为氯化剂外，氯化亚砜还能发生硫化反应：
PhPH2 + SOCl2 → Ph(Cl)2P=S + H2O

## 应用
用于医药、农药、染料工业及有机合成工业，作氯化剂。
因氯化亚砜可以与水强烈作用，因此它可以与金属氯化物水合盐反应，制取无水的金属氯化物。
MCln·xH2O + x SOCl2 → MCln + x SO2 + 2x HCl
氯化亚砜与过渡金属氧化物加热回流，可以得到该金属的氯氧化物：
WO3 + 2SOCl2 → WOCl4 + 2SO2

## 安全和毒性
氯化亚砜有毒，具有腐蚀性和催泪性。
- 侵入途径：吸入、食入、经皮吸收。
- 健康危害：吸入、口服或经皮吸收后对身体有害。对眼睛、皮肤、粘膜和呼吸道有强烈的刺激作用，可引起灼伤。吸入后可因喉、支气管的痉挛、水肿而致死。中毒表现有烧灼感、咳嗽、喘息、头晕、喉炎、气短、头痛、恶心和呕吐。
- 急性毒性：LC50 2435 mg/m3（大鼠吸入）
- 刺激性：家兔经眼：1380 µg，重度刺激。